# 加藤彰 (映画監督)
加藤 彰（かとう あきら、1934年5月9日 - 2011年4月8日）は日本の映画監督。
東京都立小石川高等学校、日本大学藝術学部映画学科卒業。
後に、日活の社長になる根本悌二は小石川高校の同級生。
日活に入社し中平康に師事する。日活ロマンポルノの全盛期を支えた監督の一人である。その後はテレビドラマを中心に活動していた。

## 映画
※すべて日活映画

### 日活ロマンポルノ
- 恋狂い（1971年）
- しなやかな獣たち（1972年）
- ＯＬ日記　牝猫の情事（1972年）
- 艶説　お富与三郎（1972年）
- 江戸小町　淫の宴（1972年）
- 恍惚の朝（1972年）
- 学生妻　しのび泣き（1972年）
- 性教育ママ（1973年）
- 愛に濡れたわたし（1973年）
- 蜜のしたたり（1973年）
- 秘本袖と袖（1974年）
- OL日記　濡れた札束（1974年）
- 新・団地妻　けものの昼下り（1974年）
- 東京エマニエル夫人（1975年）
- 新妻地獄（1975年）
- 奴隷妻（1976年）
- 宇能鴻一郎の濡れて立つ（1976年）
- 女教師　童貞狩り（1976年）
- 四畳半青春硝子張り（1976年）
- 肉欲の昼下り（1977年）
- 16歳・妖精の部屋（1977年）
- 襲られる（1977年）
- ひと夏の関係（1978年）
- 果てしなき絶頂（1978年）
- 女教師　汚れた噂（1979年）
- 宇能鴻一郎のあつく湿って（1979年）
- 白く濡れた夏（1979年）
- 女子大生の告白　赤い誘惑者（1980年）
- 女高生　夏ひらく唇（1980年）
- のけぞる女（1980年）
- 百恵の唇　愛獣（1981年）
- モアセクシー　獣のようにもう一度（1981年）
- 愛獣　悪の華（1981年）
- 愛獣　赤い唇（1981年）
- 悪魔の人質（1983年）

### 一般映画
- 女子学園　おとなの遊び（1971年）
- 炎の肖像（1974年）※藤田敏八と共同監督
- 襟裳岬（1975年）
- 野球狂の詩（1977年）

## テレビドラマ
- 探偵物語（日本テレビ、1979年）※12・13話
- 誰かが殺意を（火曜サスペンス劇場、日本テレビ、1982年）
- 港町殺人ブルース（火曜サスペンス劇場、日本テレビ、1982年）
- 母性犯罪（木曜ゴールデンドラマ、読売テレビ、1983年）
- 愛人バンク殺人事件　夢を売る女たち〝月4回、20万円…”（土曜ワイド劇場、テレビ朝日、1984年）
- 赤い絆（木曜ゴールデンドラマ、福岡放送、FBS開局15周年記念、1984年）
- 胎児は証言する（木曜ゴールデンドラマ、読売テレビ、1985年）
- 死ぬよりつらい（夏樹静子サスペンス、関西テレビ、1987年）
- 殺意の証明（火曜サスペンス劇場、関西テレビ、1987年）
- 神の汚れた手（土曜ドラマスペシャル　TBS　1988年）
- 年下の男（松本清張サスペンス、関西テレビ、1988年）
- 法王庁の避妊法（水曜グランドロマン、日本テレビ、1989年）
- 学校問題シリーズ「蟻地獄」（水曜グランドロマン、日本テレビ、1990年）
- 運命の絆（木曜ゴールデンドラマ、読売テレビ、1990年）
- 俺たちルーキーコップ（TBS、1992年）
- 生命（火曜サスペンス劇場、日本テレビ、1993年）
- 六月の花嫁シリーズ「造花」（火曜サスペンス劇場、日本テレビ、1994年）
- おばさんデカ 桜乙女の事件帖「主婦兼婦警28年新米刑事の名推理!!美人妻殺害事件のカギは冷蔵庫の中身と領収書のヤマ!?」（金曜エンタテイメント、フジテレビ、1994年）
- 六月の花嫁「仮想結婚」（火曜サスペンス劇場、日本テレビ、1995年）
- 歪んだ鏡（火曜サスペンス劇場、日本テレビ、1995年）
- 失楽園（読売テレビ、1997年）

## 脚本
- 砂の上の植物群（1964年）※中平康監督
- 華やかな女豹（1969年）
- OL日記　牝猫の情事（1972年）
- 蜜のしたたり（1973年）
- 新・団地妻　けものの昼下り（1974年）
- 16歳・妖精の部屋（1977年）